# Cyathea thysanolepis
Cyathea thysanolepis är en ormbunkeart som först beskrevs av Barrington, och fick sitt nu gällande namn av Alan Reid Smith. Cyathea thysanolepis ingår i släktet Cyathea och familjen Cyatheaceae. Inga underarter finns listade.